# Середня загальноосвітня школа № 42 (Кам'янське)
Середня загальноосвітня школа № 42 м. Кам'янсько́го — середній загальноосвітній заклад Кам'янської міської ради І-ІІІ ступеня навчання.

## Історія
- 1989 р. — відкриття школи
- 1991 р. — перший випуск 11 класу
- 1992 р. — відкриття педагогічного класу
- 1995 р. — впровадження курсу з основ етики, естетики та екології — «СЕ — 3»
- 2007 р. — створення об'єднання учнівського самоврядування «Первоцвіт»
- 2008 р. — відкриття кімнати народознавства
- 2015 р. — відкриття дошкільної групи за підтримки міжнародної організації Save the Children

## Директори
- 1989—2010 рр. — Саричева Світлана Дмитрівна
- з 2010 р.- Мартиненко Ірина Іванівна

## Структура
Педагогічний колектив складається із 28 педагогів, з яких 8 мають вищу категорію, 3 — звання «учитель — методист», 4 — звання «Старший вчитель», 7 — спеціалісти І категорії, 3 — спеціалісти ІІ категорії, 3 — спеціалісти.

## Об'єднання учнівського самоврядування «Первоцвіт»
Завдання об'єднання учнівського самоврядування «Первоцвіт»:
- об'єднання дітей з метою проведення різних заходів, спрямованих на добрі та корисні справи;
- виховання у дітей любові до Батьківщини;
- виховання дітей у дусі поваги до старших, турботи про молодших;
- прагнення жити в мирі й дружбі з дітьми інших народів;
- дбайливе ставлення до природи;
- знайомство з історичним минулим України, традиціями свого народу;
- прищеплення любові до праці.

## Євроклуб «Крок у майбутнє»
7 грудня 2012 року у 42-й школі відкрито європейський клуб «Крок у майбутнє». Шкільний євроклуб інформує учнів школи про Європейський Союз, його структуру та процеси, які відбуваються в ньому, виховує молодь у дусі спільних європейських цінностей. Вищий орган управління — конференція членів євроклубу. Керівний орган — Рада шкільного Європейського Клубу, яку очолює президент. Основний орган внутрішнього контролю — Ревізійна комісія. Оформлює документацію та організовує проведення заходів Секретаріат.

## Досягнення
- 2003 р. — Грамота Дніпропетровської обласної державної адміністрації та Управління освіти і науки Дніпродзержинської міської ради за активну участь в обласній акції «Труд і турбота Вам, чий подвиг безсмертний»
- 2004 р. — Грамота Управління освіти і науки Дніпродзержинської міської ради за І місце у міському огляді — конкурсі на найкращий оздоровчий табір
- 2005 р. — Диплом Управління освіти і науки Дніпродзержинської міської ради за участь у ІІ обласному ярмарку «Педагогічні здобутки освітян Дніпропетровщини»
- 2005 р. — Грамота Управління освіти і науки Дніпродзержинської міської ради за активну участь у конкурсі «Школа — мій рідний дім»
- 2011 р. — Диплом Дніпропетровської обласної державної адміністрації та Управління освіти і науки Дніпродзержинської міської ради за активну участь у обласній виставці «Педагогічні здобутки освітян Дніпропетровщини»
- 2011 р. — Грамота начальника Управління освіти і науки Дніпродзержинської міської ради за позитивне формування іміджу навчального закладу, участь у міському конкурсі «Найкращий навчальний заклад»